# Копельман, Соломон Юльевич
Соломон Юльевич Копельман (первоначальное отчество Юделевич; 8 января 1881, Василишки, Лидский уезд, Виленская губерния — 21 июля 1944, Москва) — российский издатель и редактор, совладелец издательства «Шиповник» (1906—1922).

## Биография
Родился в еврейской купеческой семье. Дед — петербургский купец первой гильдии Илья Наумович (Эля Нохимович) Копельман (1826, Василишки, Лидский уезд, Гродненская губерния — 1914, Варшава), литератор и просветитель, автор книг «Das Licht des Evangeliums» (1895) об отношении христианства к иудаизму и «אנן תושיה» с критическим анализом отдельных галахических и агадических материалов; управлял торговой фирмой «Э. Н. Копельман с сыновьями», занимавшейся торговлей ячменём и маслом; жил с семьёй на Измайловском проспекте, дом № 22. Отец — Юдель Эльевич Копельман (1841, Василишки — 1893, Санкт-Петербург) — участвовал в торговом предприятии своего отца, умер, когда сын был ребёнком. Мать, Фрейдл (Фрейдля) Абрамовна Копельман (1849—?), воспитывала детей одна — у будущего издателя были братья Зелик (Александр, 1874) и Моисей-Осип (1885), сёстры Сарра (Сора, 1879), Лиза (1881), Берта и Клара. Семья жила на Крюковом канале, дом № 24. Двоюродный брат — поэт и меценат Соломон Барт.
В 1881 году семья переехала в Лиду, затем в Минск, в начале 1890-х годов — в Санкт-Петербург. В 1899 году окончил торговое училище Петербургского купеческого общества, был слушателем юридического факультета Петербургского университета. В 1902 году был арестован за хранение нелегальной литературы по делу студенческой организации «Касса радикалов», дал «уклончивые объяснения» и провел в тюрьме три месяца; был выпущен под залог в 1000 руб. 31 декабря 1903 года был приговорен к трем годам ссылки в Восточную Сибирь под гласный надзор полиции; в этот период эмигрировал. Некоторое время жил в Германии и Франции, посещал лекции в Сорбонне. После амнистии в октябре 1905 года вернулся в Петербург.
В 1906 году совместно с З. И. Гржебиным основал издательство «Шиповник» в Санкт-Петербурге и был главным редактором его альманахов; совместно с Д. Л. Вейсом (1878—1938) до 1914 года заведовал конторой издательства. Издательство выпускало серию литературно-художественных альманахов «Шиповник», «Северные сборники», художественную литературу, социальную публицистику. Сотрудничал в «Журнале для всех» и «Современном мире». В 1918 году с отъездом З. И. Гржебина издательство прекратило существование, но в 1922 году С. Ю. Копельман выпустил новый сборник альманаха «Шиповник». Был членом правления акционерного общества «Лектор». Жил по адресу: улица Кавалергардская, дом № 22.
Во время Первой мировой войны был на фронте. После развода с Верой Беклемишевой (1917) поселился в Москве. В начале 1920-х годов был казначеем Всероссийского общества книгоиздателей. С 1 ноября 1922 г. до конца 1920-х годов работал заместителем заведующего, затем заведующим Научно-издательском бюро Совета нефтяной промышленности (в 1927 г. преобразовано в Нефтяное издательство ВСНХ), издававшем журнал «Нефтяное хозяйство» и специальную техническую литературу нефтяной проблематики. Дальнейшая судьба неизвестна.

## Семья
- Жена — переводчица и литератор Вера Евгеньевна Беклемишева (в замужестве Копельман, 1881—1944), работала редактором в издательстве «Шиповник»[12].
  - Сын — писатель и журналист Юрий Соломонович Беклемишев, известный под псевдонимом Юрий Крымов.